# 養福院 (塩尻市)
養福院（ようふくいん）は、長野県塩尻市にある曹洞宗の寺院。山号は慈眼山。本尊は十一面観音。 

## 概要
元禄8年（1695）創建。中山道街道沿いの大門村の住人によって信仰され、境内には庚申塔や修験道など民間信仰の石碑などもある。昭和35年（1960年）大門保育園設立のため現在地に移転した際に、国内では最東端の発掘例となる銅鐸が発見され、「柴宮銅鐸」として長野県宝に指定、現在は塩尻市立平出博物館に所蔵されている。現在の本堂は平成5年（1993年）に新築された。

## 境内
- 本堂
- 庫裡

## 交通アクセス
- JR中央本線塩尻駅から徒歩で約15分